# Belize i olympiska sommarspelen 2012
Belize deltog i olympiska sommarspelen 2012 som ägde rum i London i Storbritannien mellan den 27 juli och den 12 augusti 2012. Ingen av landets deltagare erövrade någon medalj.

## Friidrott
Till friidrottstävlingarna har Japan kvalificerat följande idrottare:
Förkortningar
- Notera – Placeringar gäller endast den tävlandes eget heat
- Q = Kvalificerade sig till nästa omgång via placering
- q = Kvalificerade sig på tid eller, i fältgrenarna, på placering utan att ha nått kvalgränsen
- NR = Nationellt rekord
- N/A = Omgången inte möjlig i grenen
- Bye = Idrottaren behövde inte delta i omgången

Herrar
| Tävlande        | Gren           | Kval/heat | Kval/heat | Semifinal | Semifinal | Final            | Final            |
| Tävlande        | Gren           | Resultat  | Placering | Resultat  | Placering | Resultat         | Placering        |
| --------------- | -------------- | --------- | --------- | --------- | --------- | ---------------- | ---------------- |
| Kenneth Medwood | 400 meter häck | 49,78     | 4 q       | 49,87     | 5         | Gick inte vidare | Gick inte vidare |

Damer
| Tävlande       | Gren  | Heat/kval | Heat/kval | Kvartsfinal | Kvartsfinal | Semifinal        | Semifinal        | Final            | Final            |
| Tävlande       | Gren  | Resultat  | Placering | Resultat    | Placering   | Resultat         | Placering        | Resultat         | Placering        |
| -------------- | ----- | --------- | --------- | ----------- | ----------- | ---------------- | ---------------- | ---------------- | ---------------- |
| Kaina Martinez | 100 m | 11,81     | 1 Q       | 11,89       | 8           | Gick inte vidare | Gick inte vidare | Gick inte vidare | Gick inte vidare |

## Judo
Herrar
| Idrottare        | Gren                   | 32-delsfinal         | Sextondelsfinal           | Åttondelsfinal       | Kvartsfinal          | Semifinal            | Återkval             | Bronsmatch           | Final                | Final            |                  |
| Idrottare        | Gren                   | Motståndare Resultat | Motståndare Resultat      | Motståndare Resultat | Motståndare Resultat | Motståndare Resultat | Motståndare Resultat | Motståndare Resultat | Motståndare Resultat | Placering        |                  |
| ---------------- | ---------------------- | -------------------- | ------------------------- | -------------------- | -------------------- | -------------------- | -------------------- | -------------------- | -------------------- | ---------------- | ---------------- |
| Eddermys Sanchez | Halv lättvikt (-66 kg) | BYE                  | Ungvári (HUN) L 0000–0010 | Gick inte vidare     | Gick inte vidare     | Gick inte vidare     | Gick inte vidare     | Gick inte vidare     | Gick inte vidare     | Gick inte vidare | Gick inte vidare |